# Гиперплотоядные

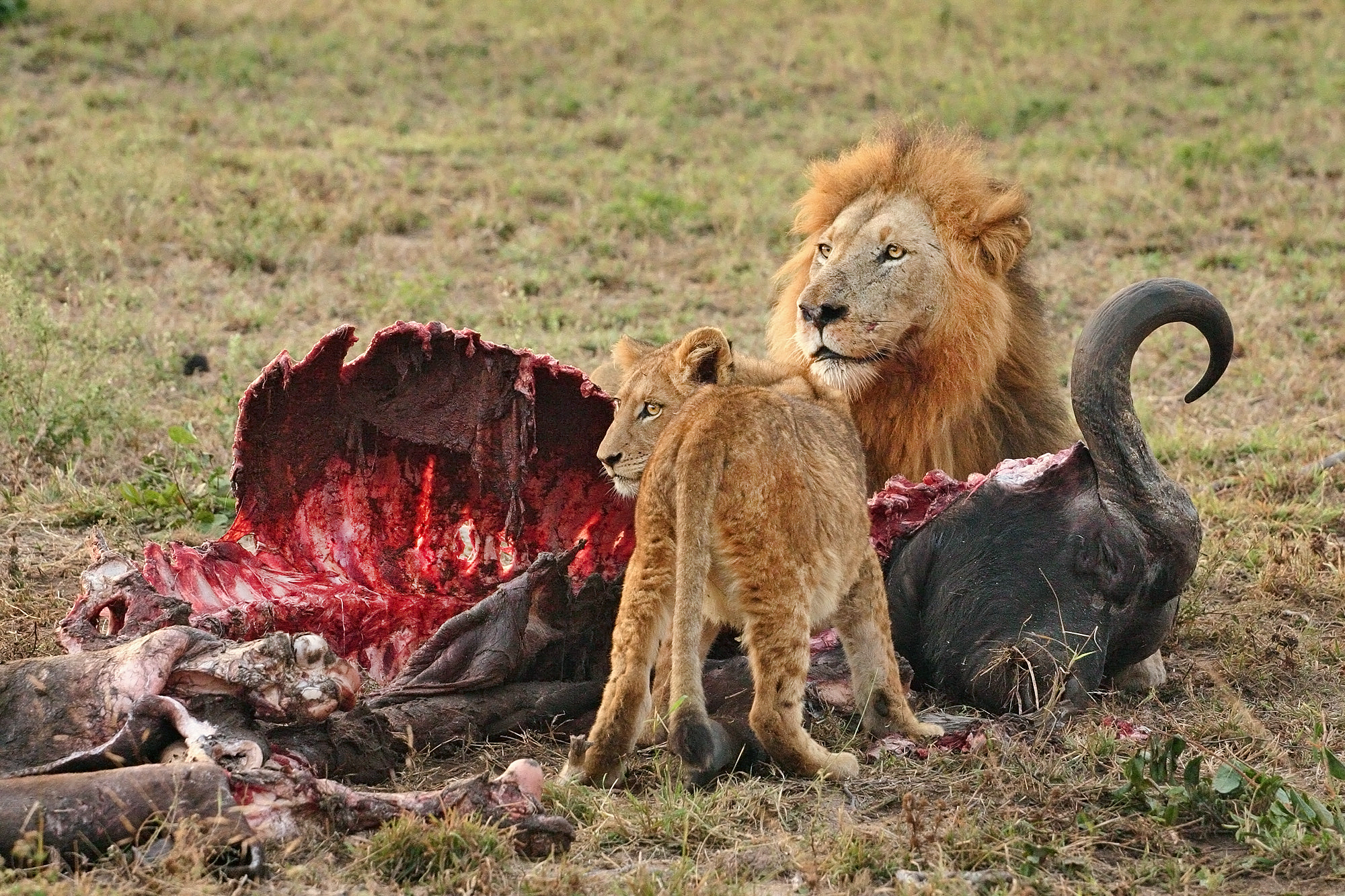
Лев — пример гиперплотоядного животного

Гиперплотоядные — это животные, в рационе которых доля мяса составляет более 70 %. Кроме мяса гиперплотоядные в редких случаях могут употреблять в пищу продукты растительного происхождения, такие как грибы и фрукты.
Примеры современных гиперплотоядных животных — дельфины, кошачьи, совообразные, сорокопутовые, орлы, настоящие крокодилы, змеи, марлиновые и многие акулы. Все виды семейства кошачьих, включая домашних кошек, являются гиперплотоядными в своей естественной среде обитания. Кроме того, этот термин также используется в палеобиологии для описания животных, у которых гипертрофированы зубы для нарезки пищи относительно зубов для ее измельчения. Гиперплотоядные согласно определению не обязательно должны быть сверххищниками. Например, лосось исключительно плотоядный, но на всех этапах жизненного цикла он является пищей для ряда других организмов. До недавних пор[уточнить] считалось, что все представители отряда крокодилов являются гиперплотоядными. Однако, современные исследования показали, что гиперплотоядными являются только настоящие крокодилы и, возможно, тесно связанные с ними гавиаловые. Большинство аллигаторовых включает растительную пищу в свой рацион, причем, было показано, что треть рациона миссисипских аллигаторов может состоять из растительной пищи без вреда для здоровья животного.
Крупные гиперплотоядные исторически часто эволюционировали в ответ на появление экологической возможности, создаваемой снижением или исчезновением ранее доминирующих таксонов гиперплотоядных. В то время как развитие большого размера и гиперплотоядности может быть благоприятной на локальном уровне, оно может привести к макроэволюционному спаду, при котором такая крайняя диетическая специализация приводит к снижению плотности популяции и повышению шансов на вымирание в ходе изменений среды обитания. В результате описываемого воздействия, в палеонтологической летописи плотоядных животных наблюдаются последовательные группы гиперплотоядных, которые претерпевают диверсификацию, но затем исчезают и их заменяют новые гиперплотоядные таксоны.
Пример гиперплотоядных ископаемых — дунклеостей, саблезубые кошки, многие тероподы. Многие доисторические млекопитающие из клады Carnivoramorpha (хищные и миациды), наряду с креодонтами и цимолестaми, были гиперплотоядными. Самым ранним гиперплотоядным млекопитающим считается Cimolestes, существовавший в позднем меловом и раннем палеогеновом периодах в Северной Америке около 66 миллионов лет назад.
В числе гиперплотоядных беспозвоночных — пауки, скорпионы, осьминоги и морские звёзды.  